# Thằn lằn giun Côn Đảo
Dibamus kondaoensis là một loài thằn lằn trong họ Dibamidae. Loài này được Honda, Hikida & Darevsky mô tả khoa học đầu tiên năm 2001.